# غار مرل اشکفت۳
غار مرل اشکفت۳ مربوط به دوران پارینه‌سنگی میانه‌است و در شهرستان هرسین، بخش بیستون، دهستان شیرز، ۱/۵ کیلومتری شرق روستای چهر واقع شده و این اثر در تاریخ ۲۶ اسفند ۱۳۸۷ با شمارهٔ ثبت ۲۵۴۴۸ به‌عنوان یکی از آثار ملی ایران به ثبت رسیده است.

## جستارهایوابسته
- فهرست آثار ملی ایران
- سازمان میراث فرهنگی، صنایع دستی و گردشگری